# Stenhelia incerta
Stenhelia incerta är en kräftdjursart som beskrevs av Por 1964. Stenhelia incerta ingår i släktet Stenhelia och familjen Diosaccidae. Inga underarter finns listade i Catalogue of Life.